# Tuần Hóa
Huyện tự trị dân tộc Salar-Tuần Hóa (tiếng Trung: 循化撒拉族自治县; bính âm: Xúnhuà Sǎlázú Zìzhìxiàn, Hán Việt: Tuần Hóa Tát Lạp tộc tự trị huyện; Tiếng Salar: Göxdeñiz Velayat Yisır Salır Özbaşdak Yurt) là một đơn vị hành chính của địa khu Hải Đông, tỉnh Thanh Hải, Trung Quốc. Diện tích của huyện khoảng 2.100 km² với dân số xấp xỉ 110.000 người vào năm 2002. Huyện có ranh giới với tỉnh Cam Túc ở phía đông. Mã bưu chính của huyện là 811100.
Tiếng Salar là một ngôn ngữ chính thức tại Tuần Hóa vì đây là huyện tự trị được chỉ định cho dân tộc này. Đến tháng 4 năm 2009, Tuần Hóa là nơi có một nhà thờ Hồi giáo có các bộ chép kinh Quran bằng tay cổ nhất tại Trung Quốc, được cho là giữa thế kỷ 8 và 13.

## Dân tộc năm 2000
| Dân tộc    | Dân số | Tỷ lệ  |
| ---------- | ------ | ------ |
| Salar      | 63.859 | 61,14% |
| Tạng       | 25.783 | 24,68% |
| Hồi        | 8.155  | 7,81%  |
| Hán        | 6.217  | 5,95%  |
| Thổ        | 134    | 0,13%  |
| Đông Hương | 116    | 0,11%  |
| Mông Cổ    | 39     | 0,04%  |
| Khương     | 35     | 0,03%  |
| Bảo An     | 22     | 0,02%  |
| Bố Lãng    | 18     | 0,02%  |
| Bố Y       | 12     | 0,01%  |
| Khác       | 62     | 0,06%  |

### Trấn
- Tích Thạch (积石镇/Yazi gun), 128 km², 24.000 cư dân

### Hương
- Nhai Tử (街子乡/Altüli gun), 62,1 km², 15.000 cư dân
- Thanh Thủy (清水乡/Señğer gun), 159 km², 8.000 cư dân
- Mạnh Đạt (孟达乡), 118 km², 3.000 cư dân
- Bạch Trang (白庄乡/Axır gun), 154,3 km², 18.000 cư dân
- Tra Hãn Đô Tư (查汗都斯乡/Çağandüz gun), 69,3 km², 12.000 cư dân
- Hương dân tộc Tạng Bêmdo (文都藏族乡), 218 km², 8.000 cư dân
- Hương dân tộc Tạng Garing (尕楞藏族乡), 226 km², 5.000 cư dân
- Hương dân tộc Tạng Gangca (岗察藏族乡), 402,5 km², 2.000 cư dân
- Hương dân tộc Tạng Dobi (道帏藏族乡), 562,9 km², 12.000 cư dân